# Kaitlyn Lawes
Pour les articles homonymes, voir Lawes.
Kaitlyn Lawes est une curleuse canadienne née le 16 décembre 1988 à Winnipeg, au Manitoba. Elle a remporté la médaille d'or du tournoi féminin aux Jeux olympiques d'hiver de 2014 à Sotchi, en Russie ainsi que la première médaille d'or de la nouvelle épreuve du double mixte Jeux olympiques d'hiver de 2018 à Pyeongchang avec John Morris. Elle est médaillée d'or du Championnat du monde de curling féminin 2018 et médaillée d'argent du Championnat du monde de curling féminin 2015.